# Alumni Rugby Club
Alumni Rugby Club, o Club Deportivo Alumni PUCP Rugby Perú, conocido popularmente como "Las Abejas", es un club de rugby profesional, con sede en Santiago de Surco, en la ciudad de Lima, Perú.

## Historia
El Club  Alumni PUCP Rugby Perú se funda e inscribe en registros públicos en el año 2000. En el año 2002, el Club es reconocido por la Federación Peruana de Rugby así como el IPD, tras cumplir con todos los requisitos exigidos.
Era el año 1996, había casi 60 personas entrenando en el Markham College de Monterrico bajo las órdenes de Bruce Allen, Director de media del mismo Colegio. Se decide separar los grupos en equipos, surgiendo el equipo de la Universidad de  Lima, el equipo de los Old Markhamians, el equipo del Club de Rugby San Isidro y el equipo de la PUCP.
El equipo de la Universidad Católica fue entregado como responsabilidad a Giovan Maria Ferrazzi, "Giori". A partir de la suma de jugadores con experiencia como Jorge Ohara, Luis La Torre y Diego Zúñiga, se iniciaron los trabajos de entrenamiento a los jóvenes valores. El primer capitán de "las abejas" fue Luis La Torre. El nombre de "las abejas" proviene del modelo y color de su informe, el cual es de rayas horizontales amarillas y negras.
A las enseñas de Giori, se le sumaron los conocimientos del cubano Félix García, quién fue contratado en el año 1998 para llevar los entrenamientos del club con miras a afrontar el torneo del año frente a clubes con más oficio como San Isidro y Markham quienes contaban con muchos extranjeros. Tras un excelente campeonato el equipo obtiene el primer título para Universidad Católica, club al que pertenecimos todos los que formamos Alumni. Este torneo demostró la capacidad y unión del grupo, guiados por Félix, alentados por Giori, y motivados por Luis Ibérico, apodado "Wallace". En honor a este último se creó un torneo de Rugby playa llevando como nombre su apodo, Wallace. En el 2010 se realizó la Décima Segunda Edición de este torneo el cual se ha venido jugando en las playas de Villa en Chorrillos en honor a su memoria.
Alumni es una asociación sin fines de lucro, formada por jugadores principalmente egresados de la Pontificia Universidad Católica del Perú, con la finalidad de conjugar esfuerzos de deportistas, dirigentes, asociados, para practicar, orientar, difundir y desarrollar el rugby en el Perú.
Cumpliendo con sus objetivos sociales Alumni fundó una Academia en el Newton College, comandada por el paraguayo Arturo Espínola, enseñando a más de 40 niños. Posteriormente Arturo es incorporado al Colegio Newton desarrollando el rugby escolar aportando jugadores a Flaming Lions.
En el año 2006 Alumni establece estrategias para ingresar a la Universidad Agraria, con el objetivo de armar un equipo. Este equipo guiado por Sergio Charlo logra campeonar consecutivamente dos años en intermedia, y el año 2009 consigue jugar en primera división.
El Club Alumni es uno de los más coperos del medio local. Como PUCP el equipo que ganó el torneo del año 1998, luego consiguieron como Alumni PUCP los torneos 2000, 2001, 2002, 2004 y 2005.

## Palmarés
- Torneo Metropolitano de Rugby de Lima (6) : 1998, 2000, 2001, 2002, 2004, 2005